# Montes Secchi
Montes Secchi är en liten bergskedja på nordvästra delen av den sida av månen som vetter mot jorden. Montes Secchi har fått sitt namn efter den italienske astronomen Angelo Secchi, liksom kratern Secchi precis öster om bergskedjan och Rimae Secchi i sydost.
Montes Secchi sträcker sig omkring 50 kilometer från sydsydväst till nordnordost längs den nordöstra sidan av månhavet Mare Fecunditatis. Nordost om bergskedjan ligger den stora kratern Taruntius. Efter en del lägre, bergig terräng i väster breder månhavet Mare Tranquillitatis ut sig. Det är emellertid långt till detta månhavs sydvästra del, där Apollo 11 landade. Nordväst om Montes Secchi, vid Mare Tranquillitatis kant, ligger kratern Zähringer.